# 深緑野分
深緑 野分（ふかみどり のわき、1983年10月6日 -）は、日本の小説家、推理作家。

## 経歴・人物
神奈川県厚木市生まれ。神奈川県立海老名高等学校卒業。吉岡聖恵（いきものがかり）とは同級生で、学校祭で奢ってもらったことがあるという。東京藝術大学油画科や先端芸術表現科の受験に失敗し大学進学を断念。パート書店員だったが、専業作家に転向。日本推理作家協会会員。
2010年、短編「オーブランの少女」で東京創元社主催の第7回ミステリーズ!新人賞（選考委員：桜庭一樹、辻真先、貫井徳郎）で佳作に入選し、作家デビュー（明神しじま「商人の空誓文」が同時入選。受賞は、美輪和音「強欲な羊」）。2013年、同社より、短編集『オーブランの少女』が刊行され、単行本デビュー。同年、2013年度 AXNミステリー 闘うベストテン第6位に、『オーブランの少女』がランクインした。2014年、闘うベストテン場外乱闘篇 ROUND2 国内篇第9位に、同作がランクインした。
2016年、『戦場のコックたち』で第154回直木三十五賞候補、第18回大藪春彦賞候補、2016年本屋大賞第7位。
2017年、第66回神奈川文化賞未来賞（奨励賞）。
2019年、『ベルリンは晴れているか』で第160回直木三十五賞候補、第21回大藪春彦賞候補、2019年本屋大賞第3位、第9回Twitter文学賞国内編第1位に輝く。
2022年、『スタッフロール』で第167回直木三十五賞候補。

## ミステリ・ランキング

### 週刊文春ミステリーベスト10
- 2015年 - 『戦場のコックたち』3位
- 2018年 - 『ベルリンは晴れているか』3位

### このミステリーがすごい！
- 2016年 - 『戦場のコックたち』2位
- 2019年 - 『ベルリンは晴れているか』2位

### ミステリが読みたい！
- 2016年 - 『戦場のコックたち』2位
- 2019年 - 『ベルリンは晴れているか』10位

## 作品リスト

### 単行本
- オーブランの少女（2013年10月 東京創元社 ミステリ・フロンティア ISBN 978-4-488-01778-1 / 2016年3月 創元推理文庫 ISBN 978-4-488-45311-4）
  - 収録作品
    - オーブランの少女（東京創元社『ミステリーズ！』vol.44 DECEMBER 2010）
    - 仮面（東京創元社『ミステリーズ！』vol.53 JUNE 2012）
    - 大雨とトマト（書き下ろし）
    - 片想い（書き下ろし）
    - 氷の皇国（書き下ろし）
- 戦場のコックたち（2015年8月 東京創元社 ISBN 978-4-488-02750-6 / 2019年8月 創元推理文庫 ISBN 978-4-488-45312-1）
- 分かれ道ノストラダムス（2016年9月 双葉社 ISBN 978-4-575-23986-7 / 2019年11月 双葉文庫 ISBN 978-4-575-52284-6）
- ベルリンは晴れているか（2018年9月 筑摩書房 ISBN 978-4-480-80482-2 / 2022年3月 ちくま文庫 ISBN 978-4-480-43798-3）
- この本を盗む者は（2020年10月 KADOKAWA ISBN 978-4-04-109269-9 / 2023年6月 角川文庫 ISBN 978-4-041134115）
- カミサマはそういない（2021年9月 集英社 ISBN 978-4-08-771767-9 /2024年6月 集英社文庫 ISBN 978-4087446623）
  - 収録作品
    - 伊藤が消えた（集英社『小説すばる』2016年8月号） - 「伊藤がいない」を改題。
    - 潮風吹いて、ゴンドラ揺れる（集英社『小説すばる』2017年5月号）
    - 朔日晦日（書き下ろし）
    - 見張り塔（集英社『小説すばる』2018年5月号）
    - ストーカーVS盗撮魔（集英社『小説すばる』2018年12月号）
    - 饑奇譚（集英社『小説すばる』2019年7月号）
    - 新しい音楽、海賊ラジオ（集英社『小説すばる』2020年4月号）
- スタッフロール（2022年4月 文藝春秋 ISBN 978-4-16-391518-0）
- 空想の海（2023年5月 KADOKAWA ISBN 978-4-0-4113015-5）
  - 収録作品
    - 海（note 2019年10月31日）
    - 髪を編む（PHP研究所『PHPスペシャル』2014年7月号）
    - 空へ昇る（『短編宇宙』 2021年1月 集英社文庫）
    - 耳の残るは（未発表 2013年3月18日執筆）
    - 贈り物（『ギフト 異形コレクションLIII』 2022年4月 光文社文庫）
    - プール（東京創元社『ミステリーズ！』vol.97 OCTOBER 2019）
    - 御倉館に収蔵された12のマイクロノベル（Twitter 2021年2月1日 - 3月24日）
    - イースター・エッグに惑う春（KADOKAWA『小説屋sari-sari』2015年7月号）
    - カドクラさん（光村図書『飛ぶ教室』第58号〈2019年夏〉）
    - 本泥棒を呪う者は（書き下ろし）
    - 緑の子どもたち（光村図書『飛ぶ教室』第50号〈2017年夏〉）

### アンソロジー
「」内が深緑野分の作品
- ベスト本格ミステリ2011（2011年6月 講談社ノベルス ISBN 978-4-06-182782-0）「オーブランの少女」
  - 【改題】からくり伝言少女 本格短編ベスト・セレクション（2015年1月 講談社文庫 ISBN 978-4-06-293019-2）
- 謎の放課後 学校の七不思議（2015年8月 角川文庫 ISBN 978-4-04-103182-7）「血塗られていない赤文字」
- 短篇ベストコレクション 現代の小説2018（2018年6月 徳間文庫 ISBN 978-4-19-894361-5）「緑の子どもたち」
- ベスト・エッセイ2019（2019年7月 光村図書 ISBN 978-4-8138-0110-8）「猫の鳴き声」 - エッセイ
- 喧騒の夜想曲 最新ベスト・ミステリー（2019年12月 光文社 ISBN 978-4-334-91327-4）「見張り塔」
  - 【分冊】喧騒の夜想曲 白眉編Vol.2 日本最旬ミステリー「ザ・ベスト」（2022年6月 光文社文庫 ISBN 978-4-334-79375-3）
- 注文の多い料理小説集（2020年4月 文春文庫 ISBN 978-4-16-791481-3）「福神漬」
- 小説版 韓国・フェミニズム・日本（2020年5月 河出書房新社 ISBN 978-4-309-02883-5）「ゲンちゃんのこと」
- 短編宇宙（2021年1月 集英社文庫 ISBN 978-4-08-744207-6）「空へ昇る」
- 超短編！ 大どんでん返し（2021年2月 小学館文庫 ISBN 978-4-09-406883-2）「どんでんがかえる」
- Voyage 想像見聞録（2021年6月 講談社 ISBN 978-4-06-523420-4）「水星号は移動する」
- ギフト 異形コレクションLIII（2022年4月 光文社文庫 ISBN 978-4-334-79346-3）「贈り物」
- 1と0と加藤シゲアキ（2022年9月 KADOKAWA ISBN 978-4-04-112457-4）「渋谷とデートプラン」
- 百合小説コレクション wiz（2023年2月 河出文庫 ISBN 978-4-309-41943-5）「運命」

### 単著未収録作品
- カントリー・ロード（東京創元社『ミステリーズ！』vol.63 FEBRUARY 2014）
- アントン先生と明るい目撃者（新潮社『小説新潮』2014年5月号）
- 四二〇円の使い道（筑摩書房『webちくま』2014年7月）
- 血塗られていない赤文字（KADOKAWA『小説屋sari-sari』2014年11月号）
- 狙われたうどん（筑摩書房『webちくま』2015年1月）
- 迂闊な婦人の厄介な一日（新潮社『小説新潮』2015年2月号）
- 歩く甲冑の謎（KADOKAWA『小説屋sari-sari』2015年3月号）
- 音楽室の幽霊（筑摩書房『webちくま』2015年6月）
- ヒーロー基金（新潮社『小説新潮』2016年2月号）
- 貴婦人と召使い（双葉社『小説推理』2016年11月号）
- 眠れない夜のお話（光村図書『飛ぶ教室』第54号〈2018年夏〉）
- メロン畑（書肆侃侃房『たべるのがおそい』vol.6 Autumn 2018）
- ハルモニア Harmoniā（書肆侃侃房『ほんのひとさじ』vol.11）
- どんでんがかえる（小学館『STORY BOX』2019年7月号）
- ゲンちゃんのこと（河出書房新社『文藝』2019年秋季号）
- 福神漬（文藝春秋『オール讀物』2019年8月号）
- 雨と猫のグルテン（双葉社『小説推理』2020年9月号）
- 水星号は移動する（講談社『小説現代』2021年2月号）
- なまくらナイフと銀杏ランプ（双葉社『小説推理』2021年3月号）
- おひとりさまごはん ひとりで飲茶（集英社『web集英社文庫』2021年5月）
- おひとりさまごはん ひとりで鴨南蛮と揚げ饅頭（集英社『web集英社文庫』2022年2月）
- 渋谷とデートプラン（『1と0と加藤シゲアキ』 2022年9月 KADOKAWA）
- 運命（『百合小説コレクション wiz』 2023年2月 河出書房新社）
- エニドリオンの庭（小学館『STORY BOX』2023年9月号）
- メインディッシュを悪魔に（東京創元社『紙魚の手帖』vol.14 DECEMBER 2023）

## メディア・ミックス

### オーディオドラマ
- ベルリンは晴れているか（NHK-FM 青春アドベンチャー、2020年5月18日-5月22日 5月25日-5月29日、全10回、出演：井頭愛海、蟹江一平 他）[19]

## 参考資料
- 東京創元社主催 ミステリーズ!新人賞 案内